# منغ فانلونغ
منغ فانلونغ (بالصينية: 孟繁龙) (مواليد 5 فبراير 1988) هو ملاكم صيني، مثّل بلاده في الألعاب الأولمبية الصيفية 2012.

## روابط خارجية
منغ فانلونغ على موقع بوكس ريك (الإنجليزية) (registration required)
- منغ فانلونغ على موقع اللجنة الأولمبية الدولية (الإنجليزية)
- منغ فانلونغ على موقع أوليمبيديا (الإنجليزية)
- منغ فانلونغ على موقع اللجنة الأولمبية الصينية (الإنجليزية)